# 투트모세 2세의 무덤
투트모세 2세의 무덤은 2022년에 발견되고 2025년에 공식적으로 확인된 고대 이집트 왕조의 무덤으로, 룩소르 서쪽 와디 가바나트 엘-쿠루드 지역에 위치해 있다. 이집트-영국 공동 고고학 탐사팀에 의해 발견되어 처음에는 Wadi C-4라고도 불렸다. 투트모세 2세(기원전 16~15세기경의 파라오)와의 연관성이 밝혀지졌다.

## 발견
서부 와디 지역에서 진행된 대규모 고고학 탐사 중 처음 발견되었다. 2022년 10월, 룩소르 서쪽 와디 C 지역에서 Wadi C-4로 지정된 무덤의 입구와 주요 통로가 확인되면서 초기 탐사가 시작되었다. 이 무덤은 제3중간기가 지난 이후부터 봉인된 상태로 남아 있었던 것으로 추정된다. 반복적인 홍수로 인해 주요 축이 단단한 콘크리트 같은 밀집된 퇴적물로 가득 찼으며, 이러한 환경적 요인으로 인해 무덤의 천장이 손상되어 부분적으로 붕괴되었다.
처음에는 투트모세 3세의 왕비들과 하트셉수트가 묻힐 것으로 예정되었던 무덤이 있는 지역과 가까워서 왕비의 것으로 추정되었다. 이후 약 3년 동안의 정밀한 발굴 끝에 왕가 소유임이 확정되었다.
일부 언론에서는 이 무덤이 1922년 투탕카멘의 무덤이 발견된 이후 처음으로 발굴된 왕실 석실 무덤이라고 잘못된 보도되기도 했다.

## 설계 및 건축

무덤의 평면도

이 무덤은 투트모세 2세의 치세 이후 형성된 단순한 건축 양식을 따르고 있으며, 이후 이집트 통치자들의 매장 구조에 영향을 미쳤다. 왕가의 계곡 및 왕비들의 매장지와 가까운 위치에 있어, 제18왕조 시기의 왕실 매장 관행의 발전을 연구하는데 중요한 자료가 된다. 무덤은 후대 제18왕조 왕가 무덤에서 표준이 된 "좌측 전환 설계(left-hand-turn design)"의 초기 형태를 기반으로 지어졌다.
무덤 내부에는 세 개의 큰 방이 있으며, 발굴자들은 이를 A, B, D라고 명명했다. B 방 옆에는 작은 C 방이 위치해 있다. A 방(5.3 x 5.2 m, 높이 3.4 m)은 가장 안쪽에 위치하며 가장 크고, 장식이 있었으나 현재는 일부 모서리에만 남아 있다. 두 개의 복도가 있으며, 1번 복도는 무덤의 주요 입구로 D 방으로 이어진다. 2번 복도는 후대에 추가되었으며, 1번 복도의 서쪽에서 시작하여 A 방으로 이어지며, 바닥보다 1.7m 높은 곳에서 이 방으로 연결된다.
특이하게도 복도가 두개 설치되어있는데, 출입구와 연결된 통로 옆의 복도는 백색 석고 마감 처리가 되어 있으며 두 차례 확장된 흔적이 발견되었다. 일반적으로 경사가 아래로 이어지는 전형적인 무덤 복도와 달리, 이 복도는 위쪽으로 기울어져 있으며, 매장실 바닥보다 1.4m 높은 위치에서 매장실과 교차하고 있다. 이 구조는 고대 홍수 이후 긴급 탈출로로 활용되었을 것으로 추정된다.
보존 상태는 좋지 않은 편이며, 이는 주로 투트모세 2세의 매장 직후 발생한 홍수 때문이다. 고고학적 증거에 따르면, 고대 홍수 이후 무덤의 원래 소장품 중 많은 부분이 추가적인 피해를 방지하기 위해 다른 장소로 옮겨진 것으로 보인다. 그의 초기 매장 이후 세기가 흐른 뒤, 투트모세 2세의 미라는 데르 엘 바하리(Deir el-Bahari Cache)로 이장되었으며, 19세기에 그곳에서 발견되었다.

## 내용물
여러 유물들이 출토되어 피장자가 왕가의 인물이라는 것을 판단하는데 결정적인 역할을 했다. 대표적인 유물로는 투트모세 2세의 이름이 새겨진 백색 석고 용기들이 있으며, 그중 일부에는 그를 "고인이 된 왕"으로 명기한 문구가 있었다. 또한, 그의 아내이자 이복누이인 하트셉수트의 이름도 함께 발견되었다. 이번 발굴에서 출토된 유물들은 투트모세 2세의 장례 가구가 최초로 확인된 사례로, 이전까지 전 세계 박물관에 그의 장례 유물은 존재하지 않았다. 고고학자들은 반복적인 홍수로 인해 원래의 유물들이 많이 소실되었을 것으로 추정하고 있다.

## 장식
무덤의 벽 장식은 주기적으로 계곡을 휩쓴 홍수로 인해 심하게 손상되었다. 이로 인해 대부분의 장식이 복구 불가능한 상태로 훼손되었다. 그러나 발굴 과정에서 푸른색 문자와 노란색 별 무늬가 새겨진 모르타르 조각들이 발견되었다. 또한, 바탕색이 노란색을 띠는 조각들도 발견되었는데, 이는 고대 파피루스가 노화된 모습을 재현한 것으로 보인다. 이를 통해 무덤에는 제18왕조 왕실 무덤에서 흔히 발견되는 장례 문헌인 암두아트의 일부가 포함되었음이 밝혀졌다. 따라서 이 무덤의 원래 장식은 투트모세 2세의 아들인 투트모세 3세의 무덤(KV34)과 유사한 형태였을 것으로 추정된다.